# Bruit d'échantillonnage

La différence entre les valeurs numérisées et les valeurs de la fonction aux instants d'échantillonnage constitue le bruit d'échantillonnage

En traitement numérique du signal, le bruit d'échantillonnage est une composante pseudo-aléatoire ajoutée au signal par les arrondis effectués lors de la numérisation des échantillons. Elle peut théoriquement être réduite arbitrairement en augmentant la taille des échantillons. Bien sûr, en pratique, cela nécessite de disposer de convertisseurs analogique-numérique arbitrairement précis. 
L'échantillonnage classique (dit : régulier ou uniforme) correspond à deux opérations : 
- la première consistant à prendre les valeurs de la fonction pour chaque instant {\displaystyle i/f_{\text{ech}}} ou  {\displaystyle i\in \mathbb {N} }

et {\displaystyle f_{\text{ech}}} est la fréquence à laquelle sont prélevés les échantillons (autrement dit : ceux-ci sont régulièrement espacés dans le temps) du signal, ce qui correspond à la multiplication du signal par un peigne de fonctions delta de Dirac, et induit l'effet de repliement du spectre des signaux échantillonnés. En théorie, on considère qu'on travaille avec un spectre limité à la demi-fréquence d'échantillonnage de façon à éviter les conséquences néfastes de ce repliement. En pratique, c'est cependant impossible, car tout signal dont la durée est limitée dans le temps, a nécessairement une extension fréquentielle infinie, néanmoins, on peut considérer que c'est négligeable.
- la seconde consistant à approcher la valeur de la fonction par des valeurs numériques. C'est cette seconde opération qui est la source du bruit d'échantillonnage.